# Georges Pantillon
Georges Pantillon (La Chaux-de-Fonds, 1870 - 1962), fou un músic francès.
Als 16 anys ingressà en la Reial Acadèmia de Berlín, on va estudiar violí amb Joseph Joachim, i després fixà la seva residència en la seva vila nadiua, on fundà una Societat de Música i va ser el seu director en els compromisos de l'Orquestra de la ciutat de Berna per a concerts d'abonament i per la qual va escriure nombroses composicions. És autor també d'una Ecole de violon, Solfeos i és, finalment inventor de dos aparells per l'ensenyança de la música, el solfejador i el transpositor.
El seu fill Georges-Louis Pantillon (1896-1992) també fou músic.